# Red Storm (zespół muzyczny)
Red Storm – polska grupa muzyczna utworzona pod koniec 2014 roku przez Agnieszkę Leśną (byłą wokalistkę zespołu Desdemona), której twórczość jest połączeniem muzyki alternatywnej, elektronicznego rocka, metalu, synth popu oraz elementów symfonicznych. Agnieszka Leśna w wywiadzie z portalem Kulturantki.pl o różnorodności swojej muzyki mówi:

„Różnorodność to zapewne zasługa tego, że tworząc muzykę dobieram brzmienia i charakter piosenki do tego, o czym ona opowiada.”

Nazwa zespołu powstała podczas festiwalu M’era Luna, na którym wokalistka wystąpiła w 2013 roku jeszcze z poprzednim zespołem. Dziennikarka portalu Sonic Cathedral opisała wówczas sceniczną charyzmę artystki słowami: „Agnieszka sweeps over the stage like a little, bright red storm”. Teksty pisane w języku angielskim, kompozycje i partie wokalne tworzone są przez liderkę zespołu.

## Historia
Pomysł utworzenia projektu muzycznego Agnieszki Leśnej narodził się 20 września 2014 r. Jest to data ostatniego koncertu zespołu Desdemona na festiwalu muzycznym w Brnie. Wokalistka chciała podążać własną artystyczną drogą i realizować się również jako kompozytor i producent muzyczny. Jej wizję podzielał współinicjator pomysłu – jej obecny manager – Arkadiusz Wachowicz oraz ex-basista Desdemony – Szymon Świerczyński. W trójkę zapoczątkowali zespół RED STORM.

## Album Alert
W lutym 2015 roku do zespołu przyłączył się Jarosław Malicki (bas), a kilka miesięcy później stanowisko perkusisty objął Hubert Heyn. W tym składzie RED STORM rozpoczął pracę nad debiutanckim albumem zatytułowanym „Alert”. Wszystkie utwory skomponowała Agnieszka Leśna, jej autorstwa są również teksty i partie wokalne. Nagranie gitar przejął Szymon Świerczyński, a nad partią basu pracował Jarosław Malicki. Produkcją albumu zajął się chilijski producent Ivan Munoz (zespół Vigilante) oraz legendarny producent Depeche Mode – John Fryer. Gościnnie na płycie pojawili się włoski gitarzysta Dario Chiereghin( gitarzystę włoskiego zespołu Mortuary Drape) oraz DJ Bactee. Album „Alert” dystrybuowany przez niemiecką wytwórnię Echozone ukazał się 8 kwietnia 2016 r. 
Wydanie albumu poprzedził singiel „Famous”, którego premiera miała miejsce 11 lutego 2016. Towarzyszył mu teledysk (prod. Mateusz Stanisławczyk) wyemitowany na kanale YouTube, który zebrał sporo kontrowersyjnych komentarzy. 1 lipca 2016 r. pojawił się kolejny singel z płyty „Alert” zatytułowany „Control”(prod. Arkadiusz Wachowicz). Jest to też pierwszy singiel zespołu, który trafił do prestiżowego niemieckiego notowania DAC. Dopełnia go teledysk, tym razem w minimalistycznym czarno-białym nastroju, ukazujący walkę z kontrolą. Ostatnim singlem promującym debiutancki album grupy jest swojego rodzaju hymn zespołu – utwór „Red Storm”, który podobnie jak poprzedni singiel dostał się do notowania DAC. Premiera singla wraz z teledyskiem utrzymanym w konwencji koncertowej odbyła się 21 października.
"Alert" został dobrze oceniony przez światowe magazyny i portale muzyczne. Artykuły i wywiady z muzykami RED STORM pojawiły się w takich magazynach jak: niemieckie Sonic Seducer, Orkus, Legacyczy polski Teraz Rock. Na początku 2017 roku zdaniem czytelników i dziennikarzy magazynu Teraz Rock RED STORM trafił do dziesiątki najlepszych debiutów w Polsce. Na łamach tego samego pisma, Agnieszka Leśna została doceniona przez legendę polskiego rocka gotyckiego – Anję Orthodox, natomiast Antyradio wyróżniło artystkę w artykule „10 wokalistek, które powinien znać każdy fan gotyckich brzmień”.
W połowie 2017 roku basista, Jarosław Malicki, opuścił zespół, a jego miejsce zajął drugi gitarzysta, gnieźnieński muzyk – Filip Burghard.

## Skład zespołu

### Obecni członkowie
- Agnieszka Leśna – kompozycje, teksty, wokal, produkcja
- Szymon Świerczyński – gitara
- Hubert Heyn – perkusja
- Filip Burghard – gitara
- Arkadiusz Wachowicz – management, produkcja

### Byli członkowie
- Jarosław Malicki – bas

## Dyskografia
Albumy:
- Alert[36] (8.IV.2016 / Echozone)

Single:
- Famous (11.II.2016 / Echozone)[37]
- Control (01.VII.2016 / Echozone)[38]
- Control (01.VII.2016 / Echozone)[39]
- Red Storm[40] (21.X.2016 / Echozone)[41]